# Publications of the Astronomical Society of the Pacific
Publications of the Astronomical Society of the Pacific (PASP) — ежемесячный рецензируемый научный журнал, издаваемый Тихоокеанским астрономическим обществом. Публикует исследовательские и обзорные статьи, статьи по приборам и резюме диссертаций в области астрономии и астрофизики. С 1999 по 2016 год печатался издательством Чикагского университета, а с 2016 года — издательством IOP Publishing. Текущий главный редактор — Джефф Мангам из Национальной радиоастрономической обсерватории.
PASP издается ежемесячно с 1899 года и наряду с The Astrophysical Journal, The Astronomical Journal, Astronomy and Astrophysics и Monthly Notices of the Royal Astronomical Society является одним из ведущих журналов, публикующих астрономические исследования.